# Seredyna-Buda
Seredyna-Buda (ukrainsk: Середина-Буда) er en by i Sjostka rajon i Sumy oblast i det nordøstlige Ukraine. Den var indtil 2020 det administrative centrum for Seredyna-Buda rajon. Den ligger på Brjansk til Konotop-jernbanelinjen og betjenes af jernbanestationen Zernove. Seredyna-Buda blev grundlagt i det 17. århundrede af Gammeltroende, der var indvandret fra Rusland. Den har haft bystatus siden 1964.
Byen har 6.963  indbyggere.   I 2001 var indbyggertallet 7.500.